# Entropy và sự sống
Các nghiên cứu liên quan tới mối quan hệ giữa đại lượng entropy của nhiệt động lực học và sự tiến hóa của sự sống bắt đầu nổi lên vào thời điểm bắt đầu thế kỷ 20. Vào năm 1910, nhà sử học người Mỹ Henry Adams đã cho in và phân phát tới các thư viện trường đại học và các giáo sư sử học cuốn sách nhỏ A Letter to American Teachers of History (tạm dịch: Một lá thư gửi tới các giáo viên lịch sử của Hoa Kỳ) đề xuất một giả thuyết lịch sử dựa trên định luật hai nhiệt động lực học và trên nguyên lý của entropy. Cuốn sách xuất bản năm 1944 mang tên What is Life? (tạm dịch: Sự sống là gì?) viết bởi nhà vật lý học đạt giải Nobel Erwin Schrödinger đã khơi dậy nghiên cứu trong lĩnh vực này. Trong cuốn sách của mình, Schrödinger ban đầu tuyên bố là sự sống sinh tồn dựa trên entropy âm, hay đôi lúc còn được gọi là negentropy, nhưng trong lần tái bản sau đó đã tự mình sửa lại sau khi vấp phải những lời phàn nàn và tuyên bố rằng nguồn đích thực là năng lượng tự do. Các công trình gần đây hơn đã giới hạn cuộc thảo luận lại trong khuôn khổ năng lượng tự do Gibbs bởi vì các chu trình sinh học trên Trái đất thông thường diễn ra ở nhiệt độ và áp suất không đổi, ví dụ như trong khí quyển hoặc ở dưới đáy đại dương nhưng không phải qua cả hai trong một khoảng thời gian ngắn đối với từng loài sinh vật riêng biệt.